# Pierre de Grenoble (album)
Pour les articles homonymes, voir Pierre de Grenoble (homonymie).
Albums de Gabriel et Marie Yacoub (fondateurs de Malicorne)
Malicorne
(1974)
Pierre de Grenoble est l'unique album studio signé Gabriel & Marie Yacoub (futurs fondateurs du groupe folk français Malicorne), sorti en octobre 1973 chez Barclay. Bien qu'il ne soit pas un album de Malicorne, les fans et la critique l'intègrent volontiers à la discographie du groupe.

## Historique
De culture folk et rock anglophone (il est fan notamment des Beatles, des Kinks ou encore de Bob Dylan), Gabriel Yacoub fait ses premiers pas dans la musique celtique aux côtés d'Alan Stivell, qui lui demande d'être son guitariste de 1971 à 1973. Il participe à l'enregistrement de deux des albums les plus marquants du harpiste breton, À l'Olympia (1972) et Chemins de terre (1973).
À la fin de l'été 1973, il décide finalement de quitter la formation de Stivell, en partie parce que le répertoire de langues (breton, gaélique, gallois, irlandais et écossais) ne lui convient plus. Gabriel choisit alors d'explorer le répertoire traditionnel français.
Gabriel et son épouse d'alors Marie Yacoub enregistrent ainsi ce premier album studio au printemps 1973 en s'entourant de musiciens de talents dont le guitariste breton Dan Ar Braz et déjà Hughes de Courson aux percussions. Les titres de l'album puisent tous dans le répertoire traditionnel français et sont tous arrangés par Gabriel Yacoub.
Avant même le succès inattendu de ce coup d'essai sorti en octobre 1973, Gabriel et Marie Yacoub avaient déjà décidé, le mois précédent, de former le groupe Malicorne avec Hughes de Courson et un quatrième musicien, le violoniste Laurent Vercambre.
Pierre de Grenoble sera à l'origine du renouveau des musiques traditionnelles en France,,.
Le Prince d'Orange est le premier de leurs titres que Gabriel et Marie Yacoub ont entendu à la radio. À la sortie de l'album, ce titre fut distingué comme « disque pop de la semaine » dans Le Pop-Club de José Artur et Patrice Blanc-Francard sur France Inter.
Comme il le confie lui-même dans les notes de pochette de la réédition en CD de l'album, Gabriel Yacoub a appris les deux morceaux majeurs de l'album que sont "Le Prince d'Orange" et la chanson-titre "Pierre de Grenoble" de Jacques Ben Haïm (plus connu dans le milieu du folk sous le surnom de Ben), fondateur du groupe Grand Mère Funibus Folk d'où provient justement Christian Gour'han, l'un des musiciens de Pierre de Grenoble,.

## Liste des titres
1. Au chant de l'alouette - 2:16
2. Suite scottishe (L'eau de roche) / Bourrée - 2:53  (suite d'airs de danse d'Auvergne & du Berry)
3. Le Long de la mer jolie - 2:49 (variante canadienne de La fille des sables)
4. Quand j'étais fille à marier - 3:52 (ronde du pays gallo, région de Bretagne)
5. Je suis trop jeunette - 1:35 (chanson d'amour du XVe siècle)
6. Pierre de Grenoble - 6:44 ("chanson à pleurer") (suivi de l'air de danse Schiarazzula Marazzula non crédité sur la pochette)
7. Le Prince d'Orange - 3:05 (chanson datant du XVIe siècle)
8. Bransles de Bourgogne - 3:28 (dancerie de la renaissance [airs traditionnels])
9. Rossignolet du bois - 3:23 (traditionnel du Quercy)
10. Andro - 1:51 (traditionnel breton)
11. La Pension - 1:27 (air de Savoie)
12. La Fleur de lys (Le Roi Eugène) - 4:05 (il s'agit d'Eugène de Savoie-Carignan (1663-1736), prince de Savoie, général des armées impériales)

## Personnel
- Gabriel Yacoub (Chant, guitare, banjo 5 cordes, dulcimer, psaltérion, bouzouki)
- Marie Yacoub (chant, guitare acoustique, dulcimer, tamboura)
- Alan Kloatr (né dans les années 1950, décédé le 20/01/2018[7]) (bombarde, cromorne, tamboura, bouzouki, chant)
- Gérard Lavigne (basse, percussions)
- Marc Rapillard (fiddle et fiddle alto)
- Gérard Lhomme (harmonium, bodhran, grelots, tabor, derboukas)
- Dominique Paris (cornemuse écossaise, biniou-kozh),
- Christian Leroi Gour'han (vielle à roue)
- Dan Ar Braz (guitare électrique)
- Hughes de Courson (percussions) (non crédité sur la pochette)

## Crédits
- Tous titres (© 1973) Trad. (adapt.) arr. Gabriel Yacoub
- Produit par Hughes de Courson & le Studio Acousti
- Enregistré par Colin Caldwell au Studio Acousti en mars 1973
- Peinture : Christian Welter
- Photo verso : Jean-Pierre Huguet
- Photo intérieure : Marc Rapillard
- Maquette : Albert Riou
- Notes : G. Y.

## Titres joués en concert
Malicorne a interprété sur scène nombre de titres de ce premier essai discographique, notamment : 
- "Le Long de la mer jolie",
- "Je suis trop jeunette",
- "Deux Branles de Bourgogne",
- "Rossignolet du bois",
- "Pierre de Grenoble",
- "Le Prince d'Orange".

Le groupe avait repris sur la scène du Grand Théâtre de la Coursive les deux classiques "Pierre de Grenoble" et "Le Prince d'Orange" lors du concert de reformation donné le 15 juillet 2010 aux Francofolies de La Rochelle avant de les ajouter à son répertoire scénique lors de l'"Almanach Tour" qui s'en était suivi à partir de juillet 2012.
Au début de sa carrière solo, Gabriel Yacoub a parfois puisé aux sources de cet album en reprenant sur scène quelques titres comme : 
- "Le Long de La Mer Jolie" (le 9 avril 1987 au Microcosmos de New York)
- "Rossignolet du bois" (le 18 novembre 1990 au Bath Arms de Cheddar, petite ville anglaise du comté du Somerset)
- "Deux Branles de Bourgogne" (seul à la guitare le 27 mars 1994 à l'Amulet Theatre de Shepton Mallet, également dans le comté du Somerset).